# Liga pela Quinta Internacional
A Liga pela Quinta Internacional (LFI) é um agrupamento internacional de organizações trotskistas revolucionárias em torno de um programa e perspectivas comuns.
O LFI foi fundado como o Movimento para uma Internacional Comunista Revolucionária, durante os anos 1970. Seus primeiros grupos de membros foram o Poder dos Trabalhadores na Grã-Bretanha, o Grupo de Trabalhadores Irlandeses , o Pouvoir Ouvrier na França e o Gruppe Arbeitermacht (GAM) na Alemanha. Ainda nos anos 1980, tornou-se a Liga para uma Internacional Comunista Revolucionária. Depois do seu primeiro congresso em 1989, a organização adotou um programa comum, o Manifesto Trotskista (traduzido para o português em 2019, na comemoração de 30 anos de fundação da Liga) e constituiu-se através do centralismo democrático.
A LFI opera, fundamentalmente, como uma organização revolucionária internacional constituída de seções nacionais, vinculadas as decisões do Secretariado Internacional.
A Liga publica um jornal trimestral em inglês intitulado Quinta Internacional . A maioria dos escritores parece ser do grupo britânico, embora outras seções publiquem revistas em seus próprios idiomas. Revolutionärer Marxismus é o jornal de língua alemã. A Liga publicou anteriormente a revista "Revolução Permanente", um periódico mais teórico que analisou as táticas usadas pelas organizações comunistas, as teorias do imperialismo e questões semelhantes. Isto foi seguido pela "Internacional Trotskista", que, embora ainda teórica, também olhava mais para os assuntos atuais.
As suas seções nacionais atuam na Austria, Brasil, Grã-Bretanha, Alemanha, Paquistão, Sri Lanka, Suécia e EUA. Existem, também, militantes na França, República Checa, Nova Zelandia, Líbano, Irlanda e Portugal. 